# Andrés Túñez
Andrés José Túñez Arceo (* 15. März 1987 in Caracas) ist ein ehemaliger venezolanischer Fußballspieler.

## Karriere

### Karrierebeginn in Galicien
Andrés José Túñez Arceo wurde im Jahre 1987 als Sohn von José „Pepe“ Túñez und Margarita Arceo, zweier spanischer Auswanderer aus Galicien, in der venezolanischen Hauptstadt Caracas, wo er auch seine ersten Lebensjahre verbrachte, geboren. Als er sieben Jahre alt war, zog die Familie wieder zurück in ihre ursprüngliche Heimat, wo sie sich in Bertamiráns, Sitz des spanischen Viertligisten Bertamiráns FC, in der autonomen galicischen Gemeinschaft Ames niederließ. Seine Karriere als Fußballspieler begann Túñez daraufhin 1994 im Schulfußballteam des Colegio De La Salle in Santiago de Compostela, ehe er im Jahre 1997 im Nachwuchsbereich mit angeschlossener Fußballschule des Amateurklubs Rosalia de Castro aufgenommen wurde. Nachdem er dem Amateurklub bis 2002 angehörte, schloss er sich der Jugend des einstigen galicischen Profiklubs SD Compostela an. Dort kam er in diversen Jugendmannschaften zum Einsatz, ehe er sich im Jahre 2004 seinem seit jeher bewunderten Klub Celta Vigo anschloss, für den er fortan im Nachwuchs eingesetzt wurde.
Nach einigen Jahren in der Jugend kam er in der Saison 2006/07 erstmals für die Reservemannschaft von Celta Vigo in der viergleisigen dritthöchsten Fußballliga Spaniens zum Einsatz. Sein Debüt gab er dabei am 18. November 2006 bei einem 2:2-Remis in einem Heimspiel gegen den AD Alcorcón, als er unter Rafael Sáez in der 23. Spielminute für Julio Rodríguez Martínez auf den Rasen kam. Nach einem weiteren Kurzeinsatz eine Woche später kam er ab Ende Januar 2007 als Stammkraft in der Abwehrreihe der Reserve zum Einsatz und brachte es bis zum Saisonende auf insgesamt neun Drittligaeinsätze, in denen er selbst torlos blieb, und mit dem Team nur knapp den Klassenerhalt schaffte. In der nachfolgenden Spielzeit 2007/08 war er unter dem neuen Trainer Alejandro Menéndez weiterhin als Stammkraft in der Drittklassigkeit im Einsatz, wobei er bei 23 Auftritten torlos blieb, jedoch insgesamt neun Mal mit einer gelben Karte verwarnt wurde. Dabei war er jedoch lediglich bis zur 25. Spielrunde in der Mannschaft und fiel bei seinem letzten Saisoneinsatz am 16. Februar 2008 verletzungsbedingt bis zum Saisonende, als das Team auf dem achten Tabellenplatz rangierte, aus.
In der Saison 2008/09 spielte die Mannschaft lange Zeit um die Teilnahme an den Aufstiegs-Play-Offs mit, rangierte zum Saisonende jedoch auf dem fünften Tabellenplatz. Der 1,87 m große Innenverteidiger fiel aufgrund seiner Verletzung auch noch die ersten Runden der neuen Saison aus und gab erst in der neunten Runde seinen Einstand. Auch in dieser Saison kam der Linksfuß unter Menéndez, der am Ende der vorangegangenen Spielzeit auch kurzzeitig als Interimstrainer die Geschicke der Profimannschaft in der zweitklassigen Segunda División leitete, weiterhin als Stammspieler in der Abwehrreihe der B-Mannschaft des Klubs zum Einsatz. Dabei kam er diesmal auf 25 Drittligaeinsätze, wobei er abermals ohne Torerfolg blieb, sowie fünf gelbe Karten, davon zwei Mal gelb-rot, erhielt. 2009/10 fiel Túñez in der dritthöchsten Spielklasse des Landes vor allem durch seine Härte auf; so wurde er bis zur 19. Runde in 16 Ligaspielen eingesetzt und erhielt dabei zehn gelbe sowie eine gelb-rote Karte. Mit dem Jahreswechsel schaffte er den Sprung in die Profimannschaft von Celta Vigo, deren Anhänger er bereits seit seiner frühesten Kindheit ist. Sein Profipflichtspieldebüt gab er jedoch noch in der dritten Runde der Copa del Rey 2009/10 am 7. Oktober 2009 beim 3:1-Erfolg über den FC Girona, als er über die volle Spieldauer am Rasen stand und kurz vor Abpfiff mit der gelben Karte verwarnt wurde. Im weiteren Verlauf des Pokalwettbewerbs schied die Mannschaft im Viertelfinale gegen den späteren Finalisten Atlético Madrid knapp mit einem Gesamtscore von 1:2 aus. Andrés Túñez war dabei in insgesamt sieben Pokalpartien, jeweils über die volle Spieldauer, für das Profiteam im Einsatz.

### Durchbruch bei den Profis von Celta Vigo
Nachdem er noch Ende des Jahres 2009 erstmals ohne Einsatz auf der Ersatzbank der Profimannschaft saß und dies auch in einer weiteren Ligapartie Anfang des Jahres 2010 tat, gab er am 16. Januar 2010 bei einer 0:1-Heimniederlage gegen Real Sociedad sein Profiligadebüt, als er von Trainer Eusebio über die vollen 90 Minuten eingesetzt wurde. Wie auch schon für die Reservemannschaft, die die Saison auf dem neunten Tabellenrang abschloss, kam Túñez auch für die Profis in 16 Ligaspielen zum Einsatz, wobei er bis auf einmal in allen Partien über die volle Spieldauer am Rasen stand und in diesem Verlauf fünf gelbe Karten bekam. Dabei gelang ihm am 30. Mai 2010 bei einer 1:4-Auswärtsniederlage gegen Real Murcia auch sein erster Treffer im Herrenfußball. Mit der Mannschaft beendete er die Saison 2009/10 in der dichtgestaffelten Endtabelle auf dem 12. Rang. Grund für seinen Wechsel ins Profiteam war vor allem der Abgang des bisherigen Innenverteidigers Jordi zu Rubin Kasan im Februar 2010.
Ab der Spielzeit 2010/11 kam er ausschließlich für die Profis zum Einsatz, wobei er unter dem neuen Trainer Paco Herrera im Erstrundenspiel gegen die Reservemannschaft des FC Barcelona noch über die vollen 90 Minuten am Rasen stand. Danach war der Abwehrspieler abwechselnd nicht im Kader oder saß ohne einen Einsatz auf der Ersatzbank, ehe er in der 20. Runde zu einem 20-minütigen Kurzeinsatz gegen Deportivo Xerez kam. Auch daraufhin war er in den nachfolgenden Partien entweder gar nicht im Kader oder saß einsatzlos auf der Reservebank, ehe er zwischen Runde 29 und 37 ausschließlich auf der Ersatzbank auf einen Ligaeinsatz wartete. Dies passierte schließlich ab der 38. Runde der laufenden Saison, wobei er in allen fünf der letzten Spielrunden über die volle Matchdauer eingesetzt wurde. Beim 2:2-Heimremis gegen den FC Elche in der 40. Runde erzielte er in Minute 32 seinen zweiten Profiligatreffer. Aufgrund der komfortablen Tabellenposition als Sechster im Endklassement nahm er mit dem Team an den Aufstiegs-Play-Offs teil, schied dort jedoch noch im Halbfinale gegen den späteren Aufsteiger FC Granada aus. Andrés Túñez wurde dabei beim 1:0-Erfolg im Hinspiel über die volle Spieldauer eingesetzt und saß bei der Elfmeterniederlage im Rückspiel ausschließlich auf der Ersatzbank.
Daraufhin startete er mit der Mannschaft in die überaus erfolgreiche Saison 2011/12, in der er sich im ersten Saisondrittel abermals nicht als Stammkraft durchsetzen konnte. So kam er bis zur 15. Runde nur in drei Ligaspielen zum Einsatz, war in einigen weiteren Partien lediglich auf der Ersatzbank oder war, unter anderem auch aufgrund seiner ersten Länderspieleinsätze, gar nicht erst im Profikader. Ab Runde 16 avancierte Andrés Túñez schließlich zur Stammkraft in der Profimannschaft von Celta Vigo und brachte es bis zum Saisonende auf 29 Ligaeinsätze, in denen ihm insgesamt ein Tor, der Siegestreffer beim 1:0-Auswärtssieg über Girona am 28. Januar 2011, gelang. Auch seine Härte in Zweikämpfen ließ in dieser Spielzeit deutlich nach, wobei er nur vier Mal vom Schiedsrichter mit der gelben Karte verwarnt wurde. Nach 42 Runden rangierte Celta Vigo mit 85 Punkten und dabei sechs Punkten Rückstand auf den Drittligaaufsteiger der vorangegangenen Saison Deportivo La Coruña auf dem zweiten Tabellenplatz und stieg so direkt mit dem Klub aus A Coruña in die spanische Erstklassigkeit auf. In der Copa del Rey 2011/12 schied die Mannschaft bereits in der vierten Runde vom laufenden Turnier aus; Túñez war dabei in Hin- und Rückspiel als Ersatzspieler mit dabei, kam jedoch nicht zum Einsatz.

### Erstklassig mit Celta Vigo und Leihstation in Israel
Auch die Spielzeit 2012/13 absolvierte Túñez unter Paco Herrera als Stammkraft in der Innenverteidigung, wobei er vereinzelt auch auf der linken Abwehrseite eingesetzt wurde. Nachdem er zwischen Runde 19 und 30 nur vier Spiele absolvierte und es auch zu einem Trainerwechsel, Herrera wurde durch Abel Resino ersetzt, kam, war er ab der 31. Runde wieder als vollwertiger Stammspieler im Einsatz, wobei er bis auf die letzten beiden Meisterschaftspartien, die er als rechter Verteidiger bestritt, auf seiner angestammten Position spielte. Die Saison beendete er mit seinem Team mit 37 erreichten Punkten, nur knapp vor einem Abstiegsplatz, auf dem 17. Tabellenrang. In der Copa del Rey 2012/13 wurde der gebürtige Venezolaner in drei verschiedenen Partien eingesetzt und schied mit der Mannschaft im Achtelfinale ausgerechnet gegen den späteren Finalisten Real Madrid vom laufenden Turnier aus. Nach dieser Saison in der spanischen Erstklassigkeit wurde im September 2013 der leihweise Wechsel des venezolanischen Internationalen in die Ligat ha’Al zu Beitar Jerusalem bekanntgegeben.
Dabei kam er in der Saison 2013/14 unter Eli Cohen, der erst im Januar des gleichen Jahres seinen um zehn Jahre älteren Namensvetter als Trainer ablöste, am 21. September 2013 bei der 0:1-Heimniederlage gegen Hapoel Haifa zu seinem Teamdebüt, wobei er über 90 Minuten durchspielte. Danach war er ausschließlich als Stammkraft für den israelischen Klub im Einsatz, dies auch unter Interimstrainer David Amsalem und dessen Nachfolger Ronny Levy, der sein Amt bis 10. Mai 2014 innehatte, ehe er ebenfalls abgelöst wurde. Noch bevor Beitar Jerusalem zum Ende der Saison als Neuntplatzierter in die Abstiegsrunde musste, wurde der Leihvertrag zwischen Túñez, Celta Vigo und Beitar Jerusalem einvernehmlich aufgelöst. Im israelischen Pokal der Spielzeit 2013/14 schaffte er es bis ins Viertelfinale, wo das Team mit 0:2 gegen Hapoel Ironi Kirjat Schmona ausschied.

### Wechsel nach Thailand
Nachdem auch sein auslaufender Vertrag bei Celta Vigo nicht weiter verlängert worden war, kam er durch seinen einstigen Trainer bei der Reserve von Celta Vigo, Alejandro Menéndez, nach Thailand, wo dieser gerade den amtierenden Meister Buriram United betreute. Für den Klub aus der Provinz Buri Ram absolvierte er im Spieljahr 2014 19 Ligaspiele, in denen er zwei Mal zum Torerfolg kam. Mit der Mannschaft konnte er sich im Endklassement nach Spielen unter Interimscoach Božidar Bandović und dem späteren Trainer Alexandre Gama gegen die Konkurrenz durchsetzen und wurde mit drei Punkten Vorsprung auf den Zweitplatzierten FC Chonburi abermals Meister der höchsten thailändischen Fußballliga. Im thailändischen FA Cup des Jahres 2014 schied er mit der Mannschaft noch in der vierten Runde gegen den späteren Pokalsieger FC Bangkok Glass aus. Im thailändischen Ligapokal war er hingegen erfolgreicher und schaffte es mit der Mannschaft im Ligapokal 2014 bis ins Finale im Nationalstadion von Bangkok, wo sie dem BEC-Tero Sasana nach Toren von Daiki Iwamasa und Georgie Welcome mit 0:2 unterlag.
Aufgrund des Meistertitel qualifizierte sich die Mannschaft für die Gruppenphase der AFC Champions League 2015, wobei der gebürtige Venezolaner in alle sechs Gruppenspielen seiner Mannschaft über die volle Spieldauer eingesetzt wurde. Mit der Mannschaft erreichte er zwar ebenso viele Punkte wie der Erstplatzierte der Gruppe F Gamba Osaka und der Zweitplatzierte Seongnam FC, kam aber aufgrund des schlechteren direkten Vergleiches gegenüber den beiden nicht weiter und schied abermals frühzeitig vom laufenden Turnier aus. Während des Turniers gelang ihm beim letzten Spiel, einem 5:0-Erfolg über Guangzhou R&F, ein Tor nach Vorlage von Suchao Nuchnum. Noch davor gewann er mit der Mannschaft im dritten Jahr in Folge den Kor Royal Cup nach einem Treffer durch den Brasilianer Diogo Luis Santo gegen Muangthong United. Im Laufe der Thai Premier League 2015 rangiert Andrés Túñez mit Buriram United aktuell (Stand: 15. August 2015) nach 20 Spielen ungeschlagen auf dem ersten Tabellenplatz, wobei er es bis dato (Stand: 15. August 2015) selbst auf zwölf Einsätze und zwei Tore gebracht hat. Im Ligapokal 2015 rangiert er mit der Mannschaft aktuell (Stand: 15. August 2015) im Viertelfinalrückspiel, das am 16. September 2015 ausgetragen wird. Im thailändischen Pokal 2015 schaffte es die Mannschaft eben erst (Stand: 15. August 2015) ins Viertelfinale. Hinter Suchao Nuchnum tritt Túñez als Vize-Kapitän der Mannschaft in Erscheinung; als dritter Kapitän des Teams agiert Siwarak Tedsungnoen.
Im Mai 2020 wurde er vom Erstligaaufsteiger BG Pathum United FC aus Pathum Thani unter Vertrag genommen. Nach einer überragenden Saison 2020/21 wurde BG am 24. Spieltag mit 19 Punkten Vorsprung thailändischer Fußballmeister. Am 1. September 2021 gewann er mit BG den Thailand Champions Cup. Das Spiel gegen den FA-Cup-Gewinner Chiangrai United im 700th Anniversary Stadium in Chiangmai gewann man mit 1:0. Ein Jahr später, am 6. August 2022, gewann er zum zweiten Mal mit BG den Champions Cup. Das Spiel gegen den Meister Buriram United wurde mit 3:2 gewonnen. Am 20. Mai 2023 stand BG das Endspiel des Thai League Cup. Das Finale wurde gegen Buriram United mit 2:0 verloren. Im Sommer 2023 beendete er seine Karriere als Fußballspieler.

## Nationalmannschaft

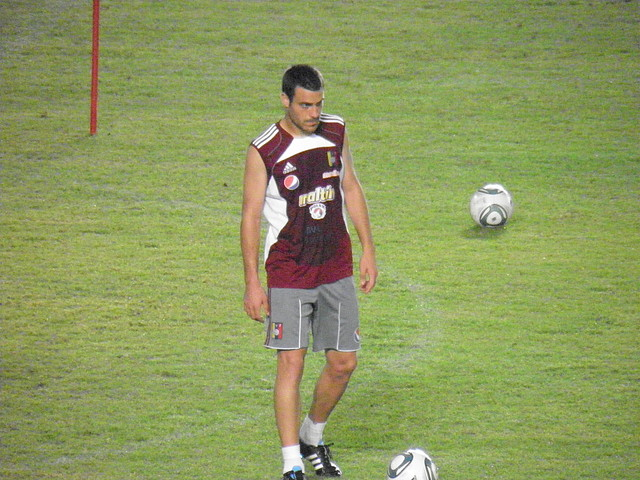
Andrés Túñez im Training mit der venezolanischen Fußballnationalmannschaft (2011)

Seine ersten Einsätze in der venezolanische Nationalmannschaft hatte Túñez im Jahre 2011, nachdem lokale venezolanische Zeitungen bereits Anfang des Jahres 2010 von einer möglichen Einberufung in den Nationalkader berichteten. Zu seinem Debüt kam er schließlich am 2. September 2011 unter César Farías bei einer 0:1-Niederlage gegen Argentinien, als er kurz vor Spielende für seinen venezolanisch-spanischen Teamkollegen Fernando Amorebieta auf den Rasen kam. Bei seinem zweiten Einsatz, einem 2:1-Sieg über Guinea, war er fünf Tage später bereits erstmals über die volle Spieldauer am Spielfeld. Danach saß Andrés Túñez noch im zweiten und dritten Qualifikationsspiel zur WM 2014 auf der Ersatzbank seines Heimatlandes, kam jedoch nicht zum Einsatz und musste sich dem bereits erwähnten Amorebieta und Oswaldo Vizcarrondo auf der Innenverteidigerposition geschlagen geben.
Im darauffolgenden Jahr 2012 brachte es der Linksfuß zu weiteren Länderspieleinsätzen für Venezuela, wobei er unter anderem im Februar in einem Freundschaftsspiel gegen Spanien zu einem Kurzeinsatz kam und danach im August bei einem 1:1-Remis gegen Japan ein weiteres Mal über die vollen 90 Minuten am Feld stand. Am siebenten und achten Spieltag der CONMEBOL-WM-Qualifikation wurde er erneut über die volle Spieldauer gegen Peru und Paraguay als Innenverteidiger eingesetzt. Nach einem weiteren Freundschaftsspiel gegen Nigeria Mitte November 2012 absolvierte er im März 2013 an Spieltag 11 und 12 zwei weitere WM-Qualifikationsspiele gegen Argentinien und Kolumbien. Im Juni 2013 kam Túñez auch im WM-Quali-Spiel gegen Uruguay zum Einsatz und war danach im August und September in einer Freundschaftspartie sowie in zwei WM-Qualifikationsspielen auf der Ersatzbank seines Heimatlandes.
Danach dauerte es knapp zwei Jahre, bis der venezolanisch-spanische Doppelstaatsbürger wieder in einem Länderspiel zum Einsatz kam. Nachdem nach dem Abgang von Farías auch der kurzzeitige Trainer Manuel Plasencia bereits abgetankt war, saß er am 27. März 2015 bei einer 1:2-Niederlage gegen Jamaika unter Noel Sanvicente wieder auf der Ersatzbank und wurde im darauffolgenden freundschaftlichen Länderspiel gegen Peru eingesetzt. Im April bzw. Mai 2015 wurde er von Nationaltrainer Sanvicente in ein vorzeitiges 30-Mann-Aufgebot für die Copa América 2015 gewählt und stand danach auch im endgültigen 23-Mann-Kader seines Heimatlandes. Während des Turniers, das die Mannschaft als Gruppenletzter der Gruppe D vorzeitig beendete, war er in allen drei Partien seiner Mannschaft auf dem Spielfeld.

## Erfolge
Celta Vigo
- Spanischer Zweitligavizemeister: 2011/12  ▲

Buriram United
- Thailändischer Meister: 2014, 2015, 2018
- Thailändischer Vizemeister: 2019
- Thailändischer Ligapokalsieger: 2015, 2016
- Thailändischer Ligapokalfinalist: 2015, 2016
- Kor-Royal-Cup-Sieger: 2015, 2016
- Thailändischer Pokalsieger: 2015
- Thailändischer Supercup-Sieger: 2019

BG Pathum United FC
- Thailändischer Meister: 2020/21
- Thailändischer Vizemeister: 2021/22
- Thailändischer Supercup-Sieger: 2021, 2022
- Thailändischer Ligapokalfinalist: 2022/23

## Auszeichnungen
Thai League
- Best XI: 2020/21